# Château d'Oberwiederstedt
Le château d’Oberwiederstedt est un ancien manoir de chevalier, de style Renaissance, daté du XVIe siècle et situé à Wiederstedt, village de l’arrondissement de Mansfeld-Harz-du-Sud, en Saxe-Anhalt (Allemagne). Outre le manoir, qui vit naître le poète Novalis, le même site comprend une église, où fut baptisé Novalis, et un couvent du XIIIe siècle. Le manoir, qui à la fin des années 1980 menaçait de tomber en ruine et était promis à la démolition, put être sauvé de justesse par une initiative citoyenne, et abrite aujourd’hui le Centre Novalis de recherche sur le Premier Romantisme allemand (Forschungsstätte für Frühromantikforschung) et un musée consacré au poète.

## Histoire

### Avant 1945
Le manoir d’Oberwiederstedt, qui consiste en un corps de bâtiment à deux ailes en équerre avec tourelle à escalier à leur intersection, fut édifié au XVIe siècle, incorporant quelques parties d’édifice d’un ancien couvent des Augustines (fondé en 1256 pour y accueillir les moniales auparavant établies à Kupferberg]), puis fut remanié à de multiples reprises à partir du XVIIe siècle. Fortement mis à mal lors de la guerre de Trente Ans, il fut ensuite remis en état, ce dont témoignent le portail baroque, porteur du millésime 1687, les fenêtres à crossettes avec leurs boiseries, ainsi que la cheminée à l’âtre dans la halle d’entrée du deuxième étage ; les chambranles des portes intérieures remontent toutefois encore à l’époque Renaissance. Au XIXe siècle, la tour à escalier fut exhaussée, tandis que furent aménagés des pignons à gradins, accentuant ainsi l’allure Renaissance de l’ensemble.
À partir de 1634, à la faveur d’une alliance, le manoir vint en possession de la famille von Hardenberg. Le poète romantique Georg Philipp Friedrich von Hardenberg, dit Novalis, naquit dans ce bâtiment en 1772, en souvenir de quoi la famille Hardenberg fit apposer une plaque commémorative à côté du portail d’entrée de l’aile est. Y vint au monde également Hans von Hardenberg (1824–1887), haut fonctionnaire et homme politique prussien. Le manoir et le domaine y attenant resta aux mains de la famille jusqu’à l’expropriation et l’expulsion de celle-ci en octobre 1945.

### Après 1945
En 1945, le château servit à loger des réfugiés, puis, sous la République démocratique allemande, accueillit un asile de personnes âgées. Déclaré inhabitable en 1981, il dut être évacué, cependant qu’en 1982 une étude fut commandée pour évaluer son utilisation comme centre culturel et administratif. L’édifice s’étant délabré davantage encore dans les années subséquentes, il fallut procéder en 1985 à la démolition de 5 des 11 travées de l’aile occidentale ainsi que d’une latrine en encorbellement de facture gothique. En 1988, un an après que fut levée l’inscription du bâtiment au titre de monument historique classé, se constitua une association d’initiative à l’effet de sauver le château. Furent alors engagés, par les soins d’un groupe de citoyens, des travaux de préservation d’urgence, tels que la réparation provisoire de la toiture. De nouvelles expertises, sollicitées entre-temps, assurèrent que le manoir pouvait être sauvegardé, ce qui conduisit à détourner vers une consolidation du bâtiment (en particulier de la façade pignon ouest et de l’aile est) les moyens initialement prévus pour son démantèlement. Dans le même temps, une série d’ajouts dix-neuviémistes ou subséquents, tel que le balcon surmontant le portail d’entrée ajouté en 1915, furent révoqués afin de restituer au château son aspect originel d’avant le remaniement de 1870. Par la suite fut créée une communauté d'intérêt, la Interessengemeinschaft Novalis, devenue depuis Kuratorium Novalis-Geburtshaus e. V.
Le musée Novalis, qui est hébergé dans le manoir, se trouve répertorié dans l’inventaire officiel, établi pour la première fois en 2001 et dénommé Blaubuch (litt. Livre bleu), recensant les institutions culturelles d’intérêt national et les lieux mémoriels des nouveaux länder.

## Le Centre d’étude sur le Premier Romantisme

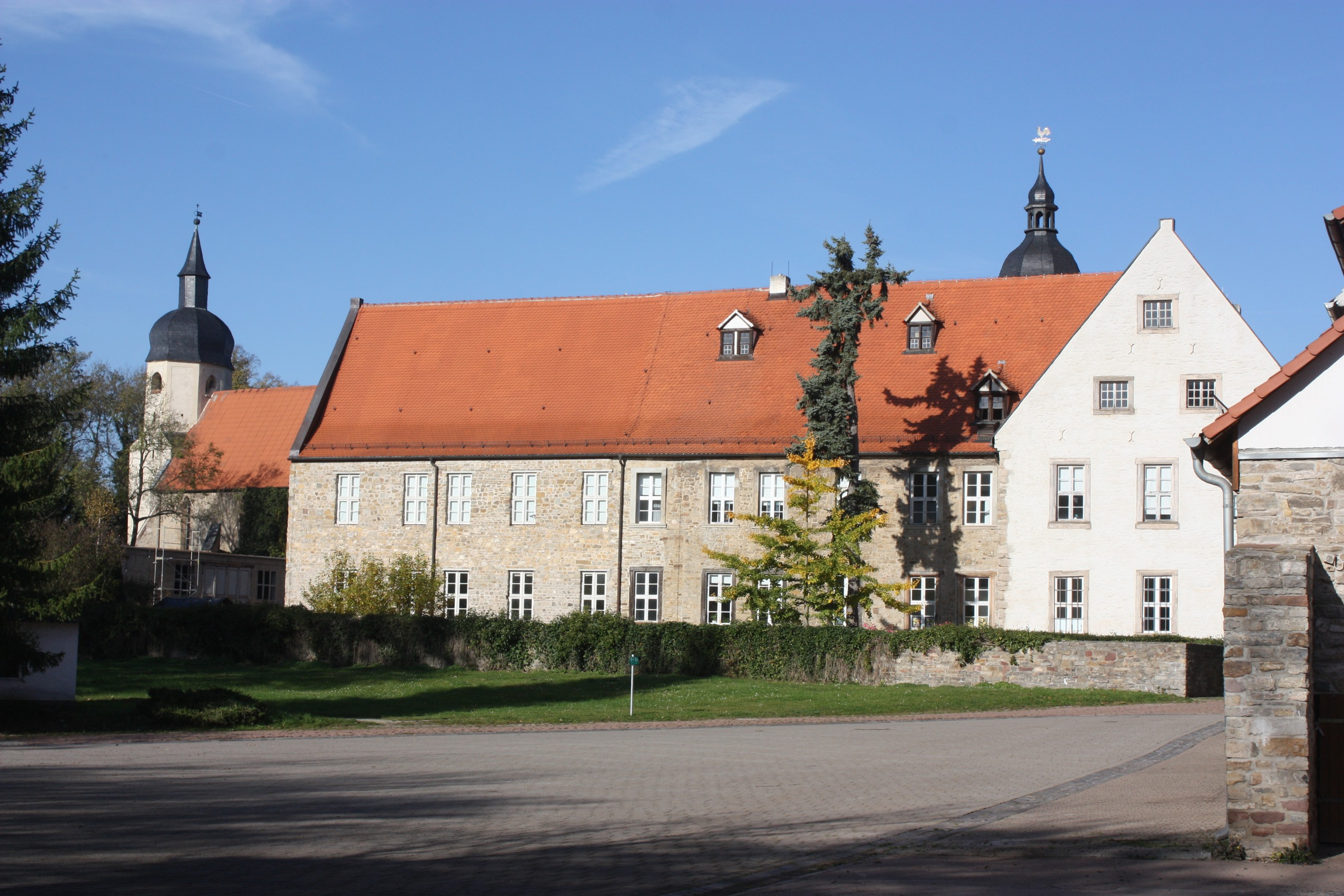

Le 2 mai 1992, à l’occasion du 220e anniversaire de la naissance de Novalis, le domaine, alors partiellement restauré, fut cédé aux autorités de l’arrondissement de Mansfeld aux fins d’usage public. Une Société internationale Novalis (en all. Internationale Novalisgesellschaft) fut fondée par le Kuratorium et par des érudits et admirateurs de Novalis originaires du monde entier. 
Le centre d’étude, bénéficiant e.a. de financements du land de Saxe-Anhalt et de l’arrondissement, commença ses travaux dès 1993. 
À l’heure actuelle donc, le manoir d’Oberwiederstedt est le siège d’un Centre d’étude du Premier Romantisme, d’un musée consacré à Novalis (le Novalismuseum), de la Société internationale Novalis, et de la fondation novalissienne Wege wagen (litt. Oser des voies).
Cependant, d’autres travaux de réparation et de conservation seront nécessaires, en particulier sur l’ancienne église conventuelle. D’autre part, un couvent de dominicains, situé sur le même site, a pu être partiellement restauré.

## Sources
- Informationsbroschüre der Internationalen Novalisgesellschaft Schloss Oberwiederstedt, Forschungsstätte für Frühromantik und Novalismuseum. Oberwiederstedt/Halle 2003.
- Gerald Wahrlich: Die Rettung des Novalis-Geburtshauses oder Kampf gegen die Obrigkeit. Mit einem Vorwort von Richard  Schröder. Hrsg. v. Gabriele Rommel im Auftrag der Internationalen Novalisgesellschaft 2003,  (ISBN 398054849X)